# Calophya rhois
Calophya rhois är en insektsart som först beskrevs av Löw 1877.  Calophya rhois ingår i släktet Calophya och familjen Calophyidae. Inga underarter finns listade i Catalogue of Life.